# شیرین‌آب (مازو)
شیرین‌آب یک روستا در ایران است که در دهستان مازو شهرستان اندیمشک واقع شده‌است. شیرین آب ۱۱۷ نفر جمعیت دارد.